# Al-Hakam II
Al-Hakam II ook bekend als Abū al-ʿĀṣ al-Mustanṣir bi-Llāh al-Hakam b. ʿAbd al-Raḥmān (arabisch: أَبُو الْعَاصٍ الْمُسْتَنْصِرِ بِاللهِ الْحَكْمِ بْن عَبْدِ الرَّحْمَنِ; Spaans: Alhakén of Alhaquén) was de tweede kalief van het kalifaat Córdoba en zoon van Abd al-Rahman III. Hij leefde van 13 januari 915 tot 1 oktober 976 en was kalief van 16 oktober 961 tot 1 oktober 976.

## Maatschappij, wetenschap, economie, cultuur
Al-Hakam zorgde voor vrede met de katholieke koninkrijken in het noorden van het Iberisch schiereiland en maakte gebruik van de maatschappelijke rust om landbouw te bevorderen door de bouw van grote irrigatiewerken. Economische ontwikkeling werd gestimuleerd door verbreding van straten en de bouw van markten.
Al-Hakam was zelf goed onderwezen en had grote interesse in de wetenschap. Hij liet boeken uit de grote kenniscentra van de wereld komen als Damascus, Bagdad, Constantinopel, Caïro, Mekka, Medina, Koefa, en Basra. Gezegd wordt dat zijn verzameling 400.000 boeken besloeg. Hij zette een grootschalig vertaalproject op om boeken uit het Latijn en Grieks in het Arabisch om te zetten. Hier liet hij moslims, goed in het arabisch, samenwerken met katholieken, goed in het latijn, toonaangevende personen hingen de filosofie van het Moetazilisme aan. Ook had hij mensen in dienst die boeken overschreven. Hij liet een bibliotheek voor zijn boeken bouwen en gaf een wetenschapper waarmee hij opgroeide de leiding, Lubna van Córdoba. De beroemde bioloog en chirurg Abu al-Qasim al-Zahrawi (Abulcasis) was aangesteld aan zijn hof, alsook de filosoof Ibn Masarra.
Al-Hakam heeft zich sterk beijverd voor het bevorderen van kunst en cultuur. Zo bouwde hij in Córdoba een uitbreiding van de Mezquita en hij liet werken aan de verdere voltooiing van de koninklijke verblijven van Medina Azahara.

## Militair conflict in Noord Afrika
Generaal Ghālib ibn ʿAbd al-Raḥmān gaf militaire leiding aan het leger in Noord-Afrika dat er rond 970 in slaagde de laatste aanvallen van Noormannen af te weren. Ook waren er gevechten tegen de Ziriden en Fatimiden in het noorden van Marokko. De Fatimiden werden verslagen zodat Al-Hakam II aan de macht kon blijven in de Katholieke koninkrijken van Navarra, Castilië en León.

## Persoonlijk leven
Al-Hakam was mogelijk bi- of homoseksueel en hij zou een mannelijke harem hebben gehad. De Spaanse historicus É. Lévi-Provençal meent dat het begrip Ḥubb al-walad uit al-Maqqari's werk Nafḥ al-ṭayyib, refereert aan een "voorkeur voor jongens". Het verhaal gaat, dat aan het hof de intelligente Baskische slavin, Subh, een korte haardracht had en broeken droeg. Ze werd de concubine van al-Hakam en baarde in 962 een zoon, die echter een paar jaar later stierf. In 965 gaf ze geboorte aan een tweede zoon, de latere derde kalief Hisham II. Hisham was op het moment dat zijn vader stierf pas 11 jaar en daardoor ongeschikt om te regeren, zodat Subh als regentes de zaken waarnam, daarbij gesteund door vizier Yafar al-Mushaffi en de latere feitelijke machthebber van het kalifaat Almanzor.